# Солдаты свободы
«Солдаты свободы» — широкоформатная художественная киноэпопея из четырёх полнометражных фильмов о Второй мировой войне, спин-офф киноэпопеи «Освобождение», снятый совместно несколькими странами. Все фильмы имеют единое название «Солдаты свободы» с указанием порядкового номера в формате «Фильм первый … четвёртый».
Режиссёр картины Юрий Озеров. Материалы фильма вошли в состав телесериала «Трагедия века» (1993) и фильма «Великий полководец Георгий Жуков» (1995).

## Сюжет
Действие киноэпопеи происходит во второй половине Великой Отечественной войны. В центре сюжета — освобождение стран Европы от немецкой оккупации и антифашистская деятельность коммунистических партий этих стран. Главные герои — руководство СССР, советские военачальники и деятели европейских компартий, причём не только те, кто руководил ими в тот период (Клемент Готвальд, Георгий Димитров, Вильгельм Пик), но и будущие лидеры государств советского блока, находившиеся у власти во время съемок фильма (Тодор Живков, Густав Гусак, Николае Чаушеску, Янош Кадар). В фильме впервые в советском кино появляется персонаж Леонида Брежнева в исполнении Евгения Матвеева.

## В ролях
| Актёр                      | Роль                                                     |
| -------------------------- | -------------------------------------------------------- |
| Михаил Ульянов             | Георгий Константинович Жуков                             |
| Владлен Давыдов            | Константин Константинович Рокоссовский                   |
| Яков Трипольский           | Иосиф Виссарионович Сталин                               |
| Виктор Авдюшко             | Иван Степанович Конев                                    |
| Евгений Буренков           | Александр Михайлович Василевский                         |
| Николай Рушковский         | Кирилл Семёнович Москаленко командующий 38-й армией      |
| Евгений Матвеев            | Леонид Ильич Брежнев                                     |
| Евгений Шальников          | Родион Яковлевич Малиновский                             |
| Галикс Колчицкий           | Демьян Сергеевич Коротченко                              |
| Василий Лановой            | Андрей Антонович Гречко                                  |
| Владимир Самойлов          | Сергей Семёнович Бирюзов                                 |
| Иван Любезнов              | Фёдор Иванович Толбухин                                  |
| Григорий Михайлов          | Михаил Сергеевич Малинин                                 |
| Виктор Борцов              | Григорий Николаевич Орёл генерал                         |
| Николай Засухин            | Вячеслав Михайлович Молотов                              |
| Фриц Диц                   | Адольф Гитлер                                            |
| Хорст Гизе                 | Йозеф Геббельс                                           |
| Стефан Гецов               | Георгий Димитров                                         |
| Николай Ерёменко (старший) | Иосип Броз Тито                                          |
| Борис Белов                | Морис Торез                                              |
| Любомир Кабакчиев          | Пальмиро Тольятти                                        |
| Хорст Пройскер             | Вильгельм Пик                                            |
| Богуш Пасторек             | Клемент Готвальд                                         |
| Пётр Стефанов              | Тодор Живков                                             |
| Игнацы Гоголевский         | Болеслав Берут                                           |
| Иван Мистрик               | Густав Гусак                                             |
| Станислав Яськевич         | Франклин Рузвельт                                        |
| Кароль Уйляки              | Янош Кадар                                               |
| Миклош Бенедек             | Людвик Свобода                                           |
| Валентин Казанский         | Уинстон Черчилль                                         |
| Наум Шопов                 | Борис III царь Болгарии                                  |
| Лешек Хердеген             | Павел Финдер                                             |
| Тадеуш Шмидт               | Зыгмунт Берлинг                                          |
| Павел Новиш                | Владислав Гомулка                                        |
| Эдвард Линде-Любашенко     | Эдвард Герек                                             |
| Зыгмунт Кенстович          | Михал Роля-Жимерский                                     |
| Герд Хеннеберг             | Вильгельм Кейтель                                        |
| Бруно Оя                   | Отто Скорцени                                            |
| Кристина Миколаевска       | Малгожата Форнальская                                    |
| Игор Смяловский            | Владислав Сикорский                                      |
| Карой Ковач                | Миклош Хорти                                             |
| Генрих Шрамм               | Ганс Франк                                               |
| Харри Питч                 | Эрих фон дем Бах                                         |
| Хорст Шульце               | Манфред фон Киллингер                                    |
| Богдан Ступка              | капитан Старцев                                          |
| Николай Караченцов         | Александр                                                |
| Геннадий Корольков         | лейтенант Морозов                                        |
| Степан Олексенко           | старший лейтенант Петр Величко                           |
| Тадеуш Ломницкий           | Болеслав Ковальский                                      |
| Гражина Михальска          | Ева связная                                              |
| Рачко Ябанджиев            | Владо Георгиев                                           |
| Валентина Толкунова        | певица исполняет песню «Смуглянка» на фронтовом концерте |
| Харий Швейц                | в эпизоде                                                |
| Владо Мюллер               | полковник Тальский                                       |

## Исторические несоответствия
В третьем фильме первый секретарь ЦК КП Чехословакии Клемент Готвальд в своём выступлении упоминает «Центральный комитет Коммунистической партии Советского Союза». Однако ВКП(б) была переименована в КПСС только в 1952 году.

## Производство
Юрий Озеров широко пользовался возможностью привлекать кинокомпании стран-участниц Варшавского договора. Эпопея «Солдаты свободы» была снята при поддержке ряда студий, в том числе и «Баррандов», которую называли «Красным Голливудом».
Озеров не стремился включить в фильм эпизод с Брежневым, понимая, что это вызовет волну упрёков.
Евгений Матвеев не хотел играть Брежнева, пытался отказаться. Его просто поставили перед фактом, что он утверждён на роль и что «Съемки „Солдат свободы“ — решение секретариата ЦК». Однако позже Матвеев согласился вновь сыграть Брежнева ещё дважды в фильме «Клан» (1991) и телесериале «Под полярной звездой» (2001).
Хотя по сюжету фильма роль скорее относится к эпизодической и вполне достаточно было внешнего сходства, Матвееву устроили встречу с референтом Брежнева Е. М. Самотейкиным, который не только рассказал о своём шефе, но и впустил актёра в рабочий кабинет Брежнева.

## Трудности проката
В эпопее «Освобождение»  трагизм войны был показан через судьбы простых людей. Но эта драматическая линия базировалась на вымышленных персонажах. «Солдаты свободы» в значительной степени опирались на показ вполне реальных деятелей коммунистического движения разных стран. Всё это отразилось на художественных достоинствах фильма. Акцент был сделан не на персонифицированной драме, а на общей эпохальности событий.
По мнению Фёдора Раззакова, картина не добилась популярности ни в одной из стран Восточного блока, в том числе и в СССР, еле-еле себя окупила. Люди  не хотели смотреть фильм о нынешних руководителях, которые теряли авторитет, а их изображение на экране рядом со знаменитыми героями военного периода расценивалось как попытки присвоить чужую славу.